# 하인츠 홀리거

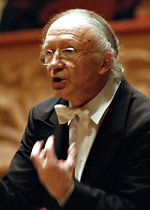

하인츠 홀리거(Heinz Holliger, 1939년 5월 21일 ~ )는 스위스의 오보에 연주자, 작곡가 및 지휘자이다. 암스텔담 왕립 음악원 교수와 프라이부르크 국립 음악대학의 교수를 지냈으며, 부인은 하프 연주자인 울리히 홀리거이다.